# Walther-Meißner-Institut für Tieftemperaturforschung
Das Walther-Meißner-Institut für Tieftemperaturforschung (WMI) wurde 1946 als Kommission für Tieftemperaturforschung der Bayerischen Akademie der Wissenschaften gegründet. Es befindet sich seit 1967 auf dem Hochschul- und Forschungszentrum Garching und wurde 1987 nach seinem Gründer Walther Meißner benannt.

## Geschichte
1946 gründete Walther Meißner, der damalige Präsident der Bayerischen Akademie der Wissenschaften, zusammen mit dem Physiker Klaus Clusius die Kommission für Tieftemperaturforschung, deren Vorsitzender er bis 1963 war. Untergebracht war die Kommission zunächst in behelfsmäßigen Gebäuden in Herrsching am Ammersee, die vorher kriegsbedingt von der Technischen Hochschule München genutzt wurden. 1967 erfolgte ein Umzug in einen Neubau des zur Kommission gehörenden Zentralinstituts für Tieftemperaturforschung in Garching bei München. Dieses Institut wurde 1982 im Gedenken an Walther Meißner aus Anlass seines 100. Geburtstages in „Walther-Meißner-Institut“ umbenannt.
Die Mitglieder der Kommission werden von der Mathematisch-naturwissenschaftlichen Klasse der Akademie aus den Reihen ihrer ordentlichen und korrespondierenden Mitglieder gewählt. Außerdem gehören der Kommission je ein von der Universität München und der Technischen Universität München auf die Dauer von fünf Jahren entsandter Vertreter an. Auch der jeweilige Leiter des Walther-Meißner-Instituts ist zugleich Mitglied der Kommission. Derzeitiger Direktor des WMI ist Rudolf Gross (TUM).
Aufgabe des Walther-Meißner-Instituts ist es, die Kommission bei ihren Forschungs- und Ausbildungsaufgaben auf dem Gebiet Tiefer und Tiefster Temperaturen zu unterstützen. Es führt auf diesem Gebiet physikalische und physikalisch-chemische Forschungsprojekte aus. Zudem stellt es experimentelle Einrichtungen und Techniken für Forschungen mit tiefen Temperaturen bereit und entwickelt neue Arbeitsmethoden.
Seit September 2018 ist das WMI am Exzellenzcluster „Münchner Zentrum für Quanten-Wissenschaft und -Technologie (MCQST)“ beteiligt. Zudem koordiniert es seit Oktober 2018 das EU-Projekt „Quantum Microwaves for Communication and Sensing (QMiCS)“ (Quantenkommunikation und Quantensensorik). Es ist Teil des 2021 gestarteten Projekts Munich Quantum Valley.

## Direktoren
- Walther Meißner (1946–1952)
- Heinz Maier-Leibnitz (1952–1980)
- Klaus Andres (1980–2000)
- Rudolf Gross (seit 2000)
- Stefan Filipp (seit 2020)
- Peter Rabl (seit 2023)[1]